# B-Fighter Kabuto
B-Fighter Kabuto (ビーファイターカブト, Bī Faitā Kabuto, Beetle Fighter Kabuto) é uma série de televisão japonesa do gênero Metal Hero. É a sequencia de Juukou B-Fighter, porém sua história se passa dez anos mais tarde. Produzida pela Toei Company, foi exibida originalmente entre Japão de 3 de março de 1996 a 16 de fevereiro de 1997 pela TV Asahi. A história e o figurino serviram de base para a versão americana Big Bad Beetleborgs.

## História
Dez anos após a destruição de Jamahl, a terra voltou a ser pacifica. A Academia da Terra se tornou a Academia Cosmo, uma organização de pesquisa cientifica, onde Takuya Kai trabalha com o inseto Elder Guru em uma nova geração da Armadura de Inseto no caso de um novo ataque à terra. A Academia Cosmo de Exploração Submarina surge através de uma fenda no fundo do oceano. A partir dela surge uma enorme fortaleza voadora. Enquanto isso a antiga tribo Melzard, que dormiram por milênios, despertam e agora procuram destruir a humanidade com a ajuda de sua matriarca Mãe Melzard, que diz aos seus filhos : O guerreiro dinossauro Raija e E o homem-peixe do fundo do mar Dezzle que a tribo Melzard triunfaria com a ajuda da besta mamute Elebamammoth, que tem a ordem de congelar a Terra e extinguir a humanidade.
Com isso, Guru decide implementar as novas Armaduras de Inseto com o Poder do Inseto, criando assim 3 Command Voicers que ligam ao humano dono da armadura. Dois dos Command Voicers prontamente escolheram seus hospedeiros, com isso Kengo Tachibana e Ran Ayukawa se tornaram B-Fighter Tentou e B-Fighter Kugawa, respectivamente. Porém a pessoa que se tornaria o B-Fighter Kabuto ainda não fora escolhido, até que o morfador que restava voou pela janela, Ran e Kengo seguiram-no imediatamente. Enquanto isso Kouhei Toba estava na escola. Ele é um atleta muito forte, o que chama a atenção de seus colegas. Kouhei e sua irmã Yui estavam caminhando juntos quando foram atacados pela besta mamute. Yui ficou congelada, porém Kouhei começou a atacar a besta, o que não estava sendo muito eficiente já que Elebamammoth era consideravelmente mais forte que ele, até que o último Command Voicer voa em direção a sua mão. Ran e Kengo ficaram chocados com a escolha do Command Voicer para que aquele estudante se tornasse o B-Fighter Kabuto, mesmo assim eles se dirigem ao rapaz para explicar como se transformar. Ele se transforma em B-Fighter Kabuto e os três partem para cima de Elebamammoth e outros “capangas”. Ao final, Kouhei acaba matando Elebamammoth. Mesmo com a morte de Elebamammoth a Mãe Melzard não desiste de seus ataques a Terra e envia seus filhos Raija e Dezzle para eliminar os B-Fighters.

## Personagens

### Nova geração de B-Fighters
- Kouhei Toba/B-Fighter Kabuto (鳥羽 甲平／ビーファイターカブト, Toba Kōhei/Bī Faitā Kabuto): Kouhei tem 17 anos e é um estudante que pratica artes marciais e é um exímio atleta. É um lutador muito corajoso, embora às vezes, seja impiedoso em suas lutas. Ele mora sozinho com sua irmã mais nova Yui, de quem cuida com o maior carinho e a super protege. Como Kabuto (e assim como Blue Beet antes dele), a armadura de Kouhei foi feita em um modelo de besouro-rinoceronte. Kabuto é o único B-Fighter que consegue manusear o Sabre Astral, ele o usa para ter controle do robô gigante, Kabuterios. Após a batalha final, Kouhei viaja aos Estados Unidos para estudar em uma universidade.
  - Armas: Lança Kabuto (カブトランサー, Kabuto Ransā).
  - Ataques: Rajada de vento (ライナーブラスト, Rainā Burasuto), Lança do cavaleiro (キャバリアランサー, Kyabaria Ransā).

- Kengo Tachibana/B-Fighter Kuwagar (橘 健吾／ビーファイタークワガー, Tachibana Kengo/Bī Faitā Kuwagā): Kengo tem 22 anos, é um aluno dedicado que se esforça em seu papel de B-Fighter. Inicialmente ele não tinha respeito por Kouhei, já que ele foi o escolhido para se tornar Kabuto, ao invés dele, até porque Kengo era mais jovem que ele, porém ao passar do tempo eles se tornaram amigos. Como Kuwaga (e assim como G-Stage antes dele), a armadura de Kengo foi feita em um modelo de vaca-loura. Ao final da série, Kuwaga conseguia manusear o machado Geist e ter controle do robô gigante Kuwaga Titan, que era utilizado anteriormente por Descorpion para o mal, mesmo que o robô não fosse exatamente do mal.
  - Armas: Machado Kuwaga (クワガーチョッパー, Kuwagā Choppā), arma de finalização de B-Fighter Kuwaga.
  - Ataques: Compressão de gravidade(グラビティクラッシュ, Gurabiti Kurasshu), Poder de Fogo, Poder do Trovão, Poder da Água.

- Ran Ayukawa/B-Fighter Tentou (鮎川 蘭／ビーファイターテントウ, Ayukawa Ran/Bī Faitā Tentō): Ran tem 18 anos. É uma expert em computador, que às vezes pensa demais sobre o lado mecânico das coisas e ignora o lado natural. Ela tinha se apaixona por Julio quando ele passou a mostrar o lado natural das coisas. Ran ama comer e sabe tocar shamisen, um instrumento com cordas japonês. Ela saiu de sua casa com 15 anos. Como Tentou (assim como Reedle antes dela), sua armadura é feita em um modelo de joaninha.
  - Arma: Lança tentou (テントウランサー, Tentō Supiā), arma de finalização de B-Fighter Tentou
  - Ataques: Fatiador transversal (クロスウェイスライサー, Kurosuwei Suraisā), Impacto relâmpago (インパクトフラッシュ, Inpakuto Furasshu), Plasma brilhante, Maindnan Stream

#### Lutadores-B Internacionais
Os Novos B-Fighters (新ビーファイター, Shin Bī Faitā)são quatro pessoas que vieram da seção central de Nova York e das seções da América do Sul, Beijing e Paris da Cosmo Academia que usam o Insect Commanders (インセクトコマンダー, Insekuto Komandā), variante do Commander Voicer que está armazenado o Neo Insect Armor que é ativando quando inserido seus respectivos data card e gritar "Chou Juukou!" (Chojuko!, Super Heavy Shell!). Eles usam o muito de seus poderes para destruir o cristal que a Mother Melzard possui para acender as bombas que estão dentro de vários humanos. Ao final seus Insect Commanders emerge com o Geist Axe.
"Warrior of Wind Revealed! B-Fighter Yanma!" (風の戦士、見参! ビーファイターヤンマ, Kaze no Senshi, Kenzan! Bī Faitā Yanma)
- Mac Windy/B-Fighter Yanma (マック・ウィンディ/ビーファイターヤンマ, Makku Windi/Bī Faitā Yanma, 28-29, 34-35, 43, 49-50): Mac é da seção central da Cosmo Academia em Nova York, é mestre de boxe e akido que foi escolhido pela Dragonfly Insect Medal para se tornar Yanma. Ele se passa por estudante de intercambio na escola de Kouhei, se tornando rival do garoto como resultado. Eventualmente se revela como B-Fighter quando os três são atacados pelos B-Crushers, se tornado inimigo de Mukaderinger e perde para ele até Kabuto aparecer para ajudá-lo. Sua personalidade é extrovertida, flerta com garotas japonesas todas as vezes e sempre come sushi. Como Yanma, sua armadura é modelada através do Dragonfly. Seus ataques são Spinning Bomber (スピニングボンバー, Supiningu Bonbā), Dragon Flying (ドラゴンフライング, Doragon Furaingu)

"Warrior of Light~B-Fighter Genji!"
Julio Rivera/B-Fighter Genji (ジュリオ・リベラ/ビーファイターゲンジ, Jurio Ribera/Bī Faitā Genji?, 30, 35-37, 45, 49-50): The Warrior of Light. Peruvian archeologist and agent from the South American Cosmo Academia branch, Julio Rivera is a nature-loving man. He played a reed flute which he gave to Ran as a memento of their time together. It is close to prediction ability, it has strange power. He was chosen by the Firefly Medal to become Genji, whose armor is modeled after a firefly. 
Weapon: Lightning Cannon (ライトニングキャノン, Raitoningu Kyanon?), Genji's weapon. 
Attacks: Max Flasher (マックスフラッシャー, Makkusu Furasshā?) 
"Warrior of Sound~B-Fighter Min!"
Li Wen/B-Fighter Min (李文（リー・ウェン）/ビーファイターミン, Lī Wen/Bī Faitā Min?, 31, 35, 43, 49-50): The Warrior of Sound. 35 years old. From the Peking branch of Cosmo Academia, Li loves children and often puts on magic shows in parks for children to see, and is also a very good cook. He is a very peaceful man who hates the fight between the B-Fighters and Melzard, and at first refused to cooperate when he obtained the Cicada Medal. However, Kengo made him realize that the B-Fighters fight in order to stop the fighting, and so he agreed to help as Min, whose armor is modeled after a cicada. 
Weapon: Ringer Swords (リンガーソード, Ringā Sōdo?), Min's weapons. 
Attacks: Sonic Pressure (ソニックプレッシャー, Sonikku Puresshā?) 
"Warrior of Flowers~B-Fighter Ageha!"
Sophie Villeneuve/B-Fighter Ageha (ソフィー・ヴィルヌーブ/ビーファイターアゲハ, Sofī Virunūbu/Bī Faitā Ageha?, 32-33, 35, 44, 49-50): The Warrior of Flowers. 17 years old. Born on 10 May 1979. From the Paris branch of Cosmo Academia, Sophie is a genius violinist. She is in love with Kouhei, and her song was able to awaken the Astral Saber from its sleep. She was chosen by the Butterfly Medal to become Ageha, whose armor is modeled after a butterfly. 
Weapon: Bloom Cannon (ブルームキャノン, Burūmu Kyanon?), B-Fighter Ageha's weapon, transformed from her Insect Commander. 
Attacks: Beam Shower (ビームシャワー, Bīmu Shawā?), Maxim Blast (マキシムブラスト, Makishimu Burasuto?) }}
-->

### Arsenal
- Command Voicers (コマンドボイサー, Komando Boisā): os dispositivos de transformação usados por Kouhei, Kengo, e Ran. Eles armazenam a Armadura Neo Inseto, que é ativada quando os usuários do Command Voicer inserem seus respectivos cartões de dados e gritam "Chou Juukou!" (超重甲!, Chōjūkō!, Super Concha Pesada!). O Command Voicers desaparece com o Sabre Astral e o Machado Geist após Jadow Mothera ser derrotado.
- Input Rifle (インプットライフル, Inputto Raifuru): combinação de Input Cardgun e as três Beet Arms (ビートアームズ, Bīto Āmuzu) (Tonbou-Gun, Bright Pointer, e Semission Magazine). O Input Rifle é muito mais poderoso do que qualquer outro arsenal dos B-Fighters, normalmente manuseado por Kabuto, que aciona o Kabutonic Buster (カブトニックバスター, Kabutonikku Basutā), uma bola de energia destrutiva. Uma vez, porém, Kuwager com Yanma e Min utilizaram o Input Rifle e dispararam uma bola semelhante chamada Kuwagatic Buster (クワガティックバスター, Kuwagatikku Basutā).
  - Input Cardguns (インプットカードガン, Inputto Kādogan): armas levadas à cintura pelos três principais B-Fighters. Ativadas com os Input Cards. Numeradas como se segue:
    - IC-01. Attack Beam (アタックビーム, Atakku Bīmu): explosão padrão de energia.
    - IC-02. Fire Beam (ファイヤービーム, Faiyā Bīmu): explosão de fogo.
    - IC-03. Jamming Beam (ジャミングビーム, Jamingu Bīmu): explosão de ondas sonoras perturbadoras que atordoam os inimigos.
    - IC-04. Needle Laser (ニードルレーザー, Nīdoru Rēzā): explosão de pequenos dardos semelhantes a agulhas.
    - IC-05. Cement Beam (セメントビーム, Semento Bīmu): explosão de cimento que endurece quando atinge seu alvo.
    - IC-06. Cold Beam (コールドビーム, Kōrudo Bīmu): explosão congelante.
    - IC-07. Tornado Shower (トルネードシャワー, Torunēdo Shawā): explosão de poderosa rajada de ar em alta velocidade.

  - Tonbou-Gun (トンボウガン, Tonbōgan): inicialmente era uma arma do B-Fighter Yanma, é dada mais tarde para o B-Fighter Kabuto como uma das Beet Arms, que pode ser encaixada na parte da frente do Input Cardgun.
  - Bright Pointer (ブライトポインター, Buraito Pointā): inicialmente era uma arma do B-Fighter Genji, é dada mais tarde para o B-Fighter Tentou como uma das Beet Arms. Um paralisante especial que pode ser encaixado na parte de cima da Input Cardgun e pode disparar o Bright Flash (ブライトフラッシュ, Buraito Furasshu) e o Maintenance Ray (メンテナンスレイ, Mentenansu Rei). Pode ser utilizado como um canhão tranquilizante. Anexado ao Input Cardgun, pode lançar o Impact Flash (インパクトフラッシュ, Inpakuto Furasshu) e a Flash Barrier (フラッシュバリア, Furasshu Baria).
  - Semission Magazine (セミッションマガジン, Semisshon Magajin): inicialmente era uma arma do B-Fighter Min, é dada mais tarde para o B-Fighter Kuwager como uma das Beet Arms. Um cartucho de expansão para o Input Cardgun que pode ser encaixado na parte de trás do Input Cardgun e dá poderes elementares dos seis Nature Energy Cards (ネイチャーエナジーカード, Neichā Enajī Kādo) incluindo fogo, água, luz, trovão, tempestade, e terra. Anexando-o ao Input Cardgun com o Bright Pointer, ele pode lançar as Revital Waves (リバイタルウェーブ, Ribaitaru Wēbu).
- Finish Weapons (フィニッシュウェポン, Finisshu Wepon): para os três B-Fighters principais. Estes podem acionar as Electric Shockwaves (エレクトリックショックウェーブ, Erekutorikku Shokkuwēbu), cruzando duas ou três.
  - Kabuto Lancer (カブトランサー, Kabuto Ransā): é a Finish Weapon de Kabuto. Seus ataques finais são o Liner Blast (ライナーブラスト, Rainā Burasuto) e a Cavalier Lancer (キャバリアランサー, Kyabaria Ransā) no Road Kabuto.
  - Kuwager Chopper (クワガーチョッパー, Kuwagā Choppā): é a Finish Weapon de Kuwager. Seu ataque final é o Gravity Crush (グラビティクラッシュ, Gurabiti Kurasshu).
  - Tentou Spear (テントウスピアー, Tentō Supiā): é a Finish Weapon de Tentou. Seu ataque final é o Crossway Slicer (クロスウェイスライサー, Kurosuwei Suraisā).
- Shell God Seal Sword Astral Saber (甲神封印剣アストラルセイバー, Kōjin Fūin Ken Asutoraru Seibā): o Sabre Astral é uma curta espada vermelho e dourada com uma bola de cristal em sua empunhadura. No interior dessa bola está um pequeno besouro mecânico kabutomushi que é, na verdade, o gigante Kabuterios. O Sabre Astral estava inativo em uma caverna até que a canção de Sophie Villeneuve o despertou. O B-Fighter Kabuto foi capaz de tirar Kabuterios de dentro do sabre e juntá-lo ao robô gigante, ganhando os B-Fighters um poderoso aliado. Desaparece após a batalha final.
- Geist Axe (ガイストアックス, Gaisuto Akkusu): O Machado Geist é um machado verde com uma bola de cristal semelhante ao da empunhadura do Sabre Astral. No interior desta, no entanto, há um lucano mecânico que se torna o gigante Kuwaga Titan. Inicialmente, Descorpion era o portador do Machado Geist e o comandante do Kuwaga Titan, mas posteriormente, com os Insect Commanders fundindo-se a ele, o B-Fighter Kuwager toma posse dele e usa os poderes do Kuwaga Titan para o bem. Desaparece após a batalha final.

### Aliados
- Professor Masaru Osanai (小山内 勝, Osanai Masaru): Chefe da seção japonesa da Cosmo Academia.
- Artificial Life Bit (人工生命体ビット, Jinkō Seimeitai Bitto): A artificial forma de vida no computador da Beetle Base, dando alertas e analisado dados sobre o inimigo.
- Yui Toba (鳥羽 ゆい, Toba Yui): Ela é irmã mais nova e super protegida de Kouhei e sua auto-proclamada empresária, que o acoberta quando ele precisa sair da escola para lutar contra Melzard. Ela é apaixonada por Kengo e é correspondida por ele. Sob o efeito de um feitiço, Mother Melzard dá a ela uma armadura florida de cor rosa e branco.
- Sage Guru (老師グル, Rōshi Guru, 1, 25-29, 33, 35, 46-47): É quem deu aos B-Fighters originais os seus poderes. Apesar de estar velho, ele está habil a ajudar os B-Fighter quantas vezes precisarem com seus extensivos conhecimentos sobre Melzard. Guru morre ao tentar proteger os insetos do mundo do "Dark Wave Motion" poder de Dargriffon. É enterrado na caverna aonde Takuya o encontrou pela primeira vez.
- Extradimensional Supplier Kabuto (異次元調達屋カブト, Ijigen Chōtatsuya Kabuto, 50): Filho de Guru que se afastou do pai a 100 anos atrás e viaja através das dimensões como fornecedor de armas e suplementos. Quando seu pai Guru morreu, ele voltou para visitar seu tumulo.

### Tribo Melzard
- Mãe Melzard (1-49)
- Guerreiro Dinossauro Raija (1-27, 36-50)
- Espadachim Insetóide Miola
- Deep Sea Fish-man Dezzle (1-31, 36-48)
- Rock Shell Chamberlain Dord (1-48)
- Generais das Trevas B-Crushers (28-35, 37-50)
- Deadly Poison Armored General Descorpion (28-35, 37-50)
- Cold-Blooded Armored General Mukaderinger (28-35, 37-49)
- Demon Blade Armored General Killmantis (28-35, 37-48)
- Mirage Armored General Beezack (28-35, 37-48)
- Bodyguards
- Giborbas: Giant worm-like tanks can transform into the Fly Gidorbas  aerial fighters, and vice-versa. }

## Músicas
Abertura
- "B-Fighter Kabuto" (ビーファイターカブト, Bīfaitā Kabuto)
- Letra: Yoko Aki
- Composição: Ryudo Uzaki
- Arranjo: Eiji Kawamura
- Artista: Nobuhiko Kashiwara

Encerramento
- "Ogoe de Utaeba" (大声で歌えば)
- Letra: Yoko Aki
- Composição: Ryudo Uzaki
- Arranjo: Eiji Kawamura
- Artista: Nobuhiko Kashiwara